# ماری کین
ماری کین (انگلیسی: Marie Kean; ۲۷ ژوئن ۱۹۱۸ – ۳۰ دسامبر ۱۹۹۳) بازیگر اهل جمهوری ایرلند بود.
از فیلم‌ها یا برنامه‌های تلویزیونی که وی در آن نقش داشته‌است می‌توان به بری لیندون، مرگ، دختر رایان، و بنبست اشاره کرد.